# Binqiao
Binqiao (chinesisch 彬桥乡, Pinyin Bīnqiáo xiāng) ist eine Gemeinde im Südwesten der Volksrepublik China. Sie gehört zum Verwaltungsgebiet des Kreises Longzhou, der seinerseits der bezirksfreien Stadt Chongzuo im Autonomen Gebiet Guangxi der Zhuang unterstellt ist. Die Gemeinde Binqiao verwaltet ein Territorium von 121 Quadratkilometern mit einer Gesamtbevölkerung von 18.340 Personen im Jahre 2015. Die Bevölkerungszählung des Jahres 2000 hatte eine Gesamtbevölkerung von 18.338 Personen in 4850 Haushalten ergeben, davon 9485 Männer und 8853 Frauen.
Kurz nach der Xinhai-Revolution war das heutige Binqiao auf die beiden Gemeinden Longmen und Ping’er aufgeteilt. Im Jahre 1950 wurde der Bezirk Qingshan errichtet, im Jahre 1957 die Gemeinde Binqiao. Im September 1958 wurde die Volkskommune „Fünf Sterne“. Bereits 1959 wurde die Region in die Volkskommunen Ping’er und Binqiao umorganisiert, im Jahre 1960 in die Volkskommune Binqiao. Von 1962 bis 1965 wurden die beiden Kommunen vom Gebiet Xiadong administriert, im Jahre 1965 wurde die Volkskommune Binqiao wiederhergestellt. Im Jahre 1984 wurde die Gemeinde Binqiao wiedererrichtet.
Binqiao ist per 2018 auf Dorfebene in 20 Dörfer untergliedert: Hongling (红岭村), Qingming (清明村), Bamiao (岜苗村), Niandu (念读村), Binqiao (彬桥村), Dongdan (垌旦村), Binying (彬迎村), Qingshan (青山村), Fengcun (俸村村), Raoxiu (绕秀村), Anzhen (安镇村), Anmin (安民村), Testgebiet des Forschungszentrums für subtropische Landwirtschaft (广西亚热带作物研究所实验站社区). Diese fassen 81 dörfliche Siedlungen und 124 Arbeitsbrigaden zusammen.
Binqiao liegt im Südwesten des Kreises Longzhou und grenzt im Osten an die Großgemeinde Longzhou und Shangjiang, im Süden an Shangjiang, im Norden an Xiadong und im Westen auf 18 Kilometern an Vietnam.
Das Relief ist bergig bis hügelig und fällt von Westen nach Osten ab. Der wichtigste Berge Binqiaos ist der Daqing Shan, der wichtigste Fluss ist der Ping’er He. Xiadong verfügt über 18,3 Quadratkilometer Ackerland und ein mildes subtropisches Klima mit genügend Niederschlag und Sonnenstunden bei einer Jahresdurchschnittstemperatur von etwa 21 °C. Es werden vor allem Zuckerrohr, Nassreis, Mais, Obst und Pilze angebaut. Die wichtigsten Industriebetriebe Binqiaos sind in der Nahrungsmittelherstellung tätig. Durch seine Lage an der Regionalstraße Xiadong-Tuoben und einiger kleinerer Straßen sowie durch seine Bildungs- und medizinische Infrastruktur hat Xiadong eine regionale Bedeutung. Es gibt einige Denkmäler, die an die Kämpfe im Krieg gegen Japan erinnern.